# Gloria Steinem
Gloria Marie Steinem, ameriška pisateljica, aktivistka, novinarka, * 25. marec 1934, Toledo, Ohio, Združene države Amerike.
Bila je vodilna osebnost drugega vala feminizma v Združenih državah Amerike.

## Življenje

### Otroštvo in mladost
Gloria Steinem se je rodila 25. marca 1934 v Toledu (Ohio), kot drugorojenka očetu Leu in mami Ruth, rojeni Nuneviller. Njena mama je bila prezbiterijanka nemških in škotskih korenin, oče pa Jud nemških in poljskih korenin. Gloriina sestra Susanne je devet let starejša od nje. Njuna babica po očetovi strani Pauline Perlmutter Steinem je danes vidna kot Gloriiina predhodnica. Bila je feministka, ki si je prizadevala za pravice žensk in prva ženska, ki so jo izvolili v odbor za izobraževanje v Toledu. Poleg številnih funkcij, ki jih je opravljala, je bila tudi predsednica izobraževalnega odbora Nacionalnega združenja za volilno pravico žensk. Gloria je o njeni feministični karieri izvedela, ko je bila tudi sama uveljavljena feministka.
Ruth Steinem je delala kot novinarka za časopis Toledo Blade. Pisala je kolumne o lokalnih dogodkih za manjši časopis, ki je bil v lasti K. W. Kesslerja, in sicer pod moškim imenom Duncan Mackenzie. Svoji karieri se je odpovedala, da je pomagala možu Leu voditi poletno letovišče v Michiganu. Slednji je bil med drugim potujoči trgovec s starinami, tako da so veliko potovali. Ruth je pred Gloriinim rojstvom doživela živčni zlom,  zato je bila pogosto v sanatoriju za duševne bolezni. Leta 1944 sta se Ruth in Leo ločila, tako da se je Gloria z mamo najprej preselila v Amherst, Massachusetts, nato pa sta živeli v Toledu, v hiši Ruthinih staršev. Oče se je preselil v Kalifornijo.
Glorio je otroštvo zaznamovalo in jo glede na izkušnjo njene mame utrdilo v prepričanju, da ženskam primanjkuje socialne in politične enakosti. Po ločitvi staršev sta z mamo živeli v revščini, Gloria pa je za denar plesala po klubih.
Obiskovala je osnovno šolo Monroe in izobraževanje nadaljevala najprej na srednji šoli Waite v Toledu in nato v Washingtonu. Študij je opravljala na kolidžu Smith in diplomirala z uspehom Phi Beta Kappa leta 1956. Prejela je Chester Bowles Asian štipendijo in dve leti preživela v Indiji, kjer je pisala za indijske publikacije.

### Ljubezensko življenje
Steinem je bila v študentskih letih zaročena z Blairom Chotzinoffom, vendar je zaroko razdrla. Leta 1957, ko je bila stara 22 let, je pred odhodom v Indijo v Londonu opravila takrat nezakonit splav pri dr. Johnu E. Sharpu. Leta kasneje mu je posvetila svoje spomine v knjigi My Life on the Road.
V poznih osemdesetih in zgodnjih devetdesetih letih prejšnjega stoletja je imela štiriletno razmerje z založnikom Mortimerjem Zuckermanom. Pri svojih 66 letih pa se je 3. septembra 2000 poročila z Davidom Baleom. Poročena sta bila le tri leta, saj je slednji umrl za možganskim limfomom 30. decembra 2003. Gloria nima bioloških otrok, odločitev za to pa je sprejela že v mladosti.

## Poklicna pot

### Novinarstvo
Leta 1968 je pomagala ustanoviti revijo New York, kjer je pisala članke s politično vsebino. Sodelovala je tudi pri soustanovitvi revije Ms.Leta 1972 in naslednjih petnajst let ostala ena izmed njenih urednic. Bila je ključna za priključitev omenjene revije k Feminist Majority fundaciji. Kot svobodna pisateljica je pisala za različne revije kot so Esquire, The New York Magazine, Cosmopolitan in mnoge druge. Poleg novinarstva se je vključevala tudi v številne politične kampanje.

### Nagrade
Za svoje novinarsko delo je prejela novinarsko nagrado Penney-Missouri Journalism, nagradi Front Page in Clarion, nagrade National Magazine, nagrado Emmy Citation za odličnost v televizijskem pisanju, nagrado Women's Sports Journalism, nagrado za življenjske dosežke v novinarstvu Društva poklicnih novinarjev, nagrado Društva pisateljev Združenih narodov, nagrada Richarda C. Holbrooka za izjemne dosežke 2015 in druge. Poleg njenih knjižnih uspešnic se njeno pisanje pojavlja tudi v številnih antologijah in učbenikih, bila pa je tudi urednica knjige The Reader's Companion to US Women's History založbe Houghton Mifflin.
Prejela je tudi nagrado Bill of Rights Ameriške zveze za državljanske svoboščine Južne Kalifornije, nacionalno nagrado zagovornikov pravic istospolnih, nagrado sklada Liberty za pravno obrambo in izobraževanje Lambda, medaljo Ceres Združenih narodov in številne častne nazive. Revija Parenting ji je leta 1995 podelila nagrado za življenjsko delo, za spodbujanje samozavesti deklet. Revija Biography jo je uvrstila med 25 najvplivnejših žensk v Ameriki. Leta 1993 je bila sprejeta v National Women's Hall of Fame v Seneca Falls v New Yorku. Leta 2014 je prejela nagrado Eleanor Roosevelt  Val-Kill Medal Award, leta 2013 pa ji je predsednik Barack Obama podelil predsedniško medaljo svobode, kar je najvišje civilno priznanje.

## Dela
- The Thousand Indias (1957)
- The beach Book (1963)
- Outrageous Acts and Everyday Rebellions (1983)
- Marilyn: Norma Jean (1986)
- Revolution from Within (1992)
- Moving beyond Words (1993)
- Doing Sixty & Seventy (2006)
- As if Women Matter: The Essential Gloria Steinem Reader (2014)
- My Life on the Road (2015)
- The Truth Will Set You Free, But First It Will Piss You Off! (2015)
- My Life on the Road (2016)